# Жабчицкий район
Жабчицкий район (бел. Жабчыцкі раён) — административно-территориальная единица в Белорусской ССР в 1940—1957 годах, входившая в Пинскую, затем — в Брестскую область.
Жабчицкий район с центром в деревне Жабчицы был образован в Пинской области 15 января 1940 года, в октябре установлено деление на 12 сельсоветов. 8 января 1954 года район передан в состав Брестской области в связи с упразднением Пинской области. 16 июля 1954 года было пересмотрено деление района на сельсоветы: 4 упразднено, 1 создан, центр ещё одного перенесён в другую деревню. 30 мая 1955 года центр района перенесён в деревню Молотковичи, но название района сохранилось. 14 октября 1957 года район был упразднён, его территория была разделена между Ивановским, Логишинским и Пинским районами Брестской области. Ивановскому району отошли Бродницкий и Кротовский сельсоветы, Логишинскому — Масевичский сельсовет, остальные сельсоветы были переданы Пинскому району.
Сельсоветы
- Бродницкий (1940—1957);
- Вульковский (1954—1957);
- Дубойский (1940—1957);
- Жабчицкий (1940—1955, переименован в Молотковичский);
- Завидчицкий (1940—1954);
- Кошевичский (1940—1954);
- Кротовский (1940—1957);
- Масевичский (1940—1957);
- Молотковичский (1955—1957);
- Невельский (1940—1957);
- Оховский (1940—1957);
- Паршевичский (1940—1957);
- Хойновский (1940—1954);
- Яечковичский (1940—1954).